# Aeroporto di Tel Aviv-Sde-Dov
L'aeroporto di Tel Aviv-Sde-Dov (in ebraico שדה דב‎?, lit. Dov Field), conosciuto anche come Dov Hoz Airport (in ebraico נמל התעופה דב הוז‎?, Nemal HaTe'ufa Dov Hoz) è stato un aeroporto situato nel quartiere Ramat Aviv di Tel Aviv, in Israele, chiuso il 30 giugno 2019.

## Attività
L'Aeroporto di Sde Dov è stata la base tecnica e l'hub principale della compagnia aerea israeliana Israir Airlines. Inoltre all'aeroporto operavano i voli di linea le compagnie aeree Arkia Israel Airlines, Ayit Aviation and Tourism, Elrom Airways.